# Fais pas ci, fais pas ça : Y aura-t-il Noël à Noël ?
Série
Fais pas ci, fais pas ça On va marcher sur la Lune
(2024)
Pour plus de détails, voir Fiche technique et Distribution.
Fais pas ci fais pas ça : Y aura-t-il Noël à Noël ? est un téléfilm de Noël comique français coécrit et réalisé par Michel Leclerc, diffusé le 18 décembre 2020 sur France 2. Il s'agit d'un téléfilm dérivé de la série Fais pas ci, fais pas ça.
Il s'agit d'un midquel situé quelque part au milieu de la neuvième saison de la série originale. Le téléfilm s'attarde à mettre en scène l'année 2020 en faisant des références au covid-19, au mouvement des Gilets jaunes ou encore aux nombreuses affaires de harcèlement sexuel présentes dans l'actualité.

## Synopsis
En 2020, alors que la vague du coronavirus semble passée, Fabienne et Renaud Lepic décident de ne pas fêter Noël avec leurs enfants. En effet, ils ont choisi de partir à Las Vegas, pour assister à un concert de Céline Dion. De leur côté, Valérie et Denis Bouley décident que cette année, Noël sera écoresponsable. Or, ce n'est pas du tout au goût des enfants qui aiment les traditions de Noël.

## Équipe technique
- Titre de travail : Fais pas ci, fais pas ça « Épisode Spécial Noël »
- Titre français : Fais pas ci, fais pas ça : Y aura-t-il Noël à Noël ?
- Réalisation : Michel Leclerc
- Scénario : Michel Leclerc et Nour Ben-Salem d'après les personnages de la série Fais pas ci, fais pas ça (2007-2017) créé par Anne Giafferi et Thierry Bizot
- Producteurs : Guillaume Renoul, Gaelle Chollet, Fanny Rondeau, Thierry Bizot, Cyril Dufresney
- Photographie : Benjamin Louft
- Musique : Philippe Kelly
- Décors : Lidywine Labergerie
- Monteur : Joël Bochter
- Casting : François Bichard, Émilie Chaumat
- Son : Benjamin Faussont et Romain de Guetzel
- Date de diffusion : 18 décembre 2020 (France)

## Distribution

### Les Bouley
- Isabelle Gélinas : Valérie Bouley
- Bruno Salomone : Denis Bouley
- Alexandra Gentil : Tiphaine Lepic
- Lilian Dugois : Eliott Bouley
- Juliane Lepoureau : Salomé Bouley

### Les Lepic
- Valérie Bonneton : Fabienne Lepic
- Guillaume de Tonquédec : Renaud Lepic
- Yaniss Lespert : Christophe Lepic
- Tiphaine Haas : Soline Lepic
- Cannelle Carré-Cassaigne : Charlotte Lepic
- Timothée Kempen-Hamel  : Lucas Lepic
- Maxime Attard : Kim Lepic

### Divers
- Isabelle Nanty : Christiane Potin
- Cécile Rebboah : Corinne
- Laurence Boccolini : elle-même (animatrice radio)
- Pénélope-Rose Lévèque : Marta
- Clair Jaz : la flic du harcèlement
- Baya Kasmi : la flic au sapin
- Alexandre Blazy : Relou
- Stéphane Soo Mongo : le flic de la trottinette
- Laurent Richard : Le flic pas commode
- Valentin Papoudof : le flic de l'open space
- Nicolas Mouen : le flic de la cité
- Chryssa Florou : La bijoutière
- Karine Dubernet : une bénévole aux Restos du Cœur

## Genèse du projet
Trois ans après la fin de la série originale Fais pas ci, fais pas ça, de nombreuses rumeurs courent sur un possible retour de la série à la télévision. Bruno Salomone, incarnant Denis Bouley dans la série, confie alors à un média belge que les producteurs seraient en pourparlers pour mettre en place un épisode spécial de Noël à la manière des séries anglo-saxonnes.
En octobre de l'année suivante, il est annoncé que la distribution d'origine sera de retour dans un nouvel épisode . Timothée Kempen-Hamel, qui avait dû laisser sa place à Damien Ferdel dans quatre épisodes de la saison 9 de la série, fait son retour dans le rôle de Lucas Lepic à cette occasion.